# Queloide

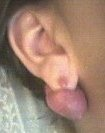
Queloide provocado por una perforación en la oreja.

Los queloides son lesiones de la piel formadas por crecimientos exagerados del tejido cicatrizal en el sitio de una lesión cutánea que puede ser producida por incisiones quirúrgicas, heridas traumáticas, sitios de vacunación, quemaduras, varicela, acné, radiación, piercings o incluso pequeñas lesiones o raspaduras. Al contrario que otras cicatrices hipertróficas, la mayoría de los queloides no se aplanan ni se hacen menos visibles con los años. La diferencia entre una cicatriz hipertrófica y un queloide reside en la capacidad del queloide de extenderse en superficie, mientras que las cicatrices hipertróficas se extienden en grosor, sin superar los límites de la lesión originaria. Los queloides extensos pueden limitar la movilidad de las manos, pies o extremidades, además de causar problemas estéticos.

## Historia en la medicina
Los queloides fueron descritos por los cirujanos egipcios ya en el 1700 a. C. Jean Louis Alibert identificó el queloide como una entidad en 1806 y lo llamó cancroide. Posteriormente, modificó el nombre a queloide, con el fin de evitar una connotación cancerígena. La palabra se deriva del griego χηλή jelé, que significa "pinza de cangrejo", y el sufijo -oide "con forma de". Su clínica en el Hospital Saint Louis fue por muchos años el centro mundial de dermatología.

## Tratamientos
- Cirugía: requiere grandes cuidados pre y posoperatorios. Algunos queloides que reaparecen tras su extracción pueden ser más grandes que los originales, existiendo cerca de un 50% de probabilidad de recurrencia tras la cirugía. Sin embargo, los queloides son menos propensos a reaparecer si la eliminación quirúrgica es combinada con otros tratamientos. La eliminación quirúrgica o por láser puede ser seguida de inyecciones intralesionales con corticoides para tratar evitar la recurrencia de los queloides. La sutura de la piel incluye técnicas como la plastía en V y en W como formas de reducir la tensión dérmica, lo cual reduce la incidencia de la recurrencia de estas lesiones tras la extracción.

- Apósitos: los apósitos húmedos ejecutados en gel de silicona u hojas de silástico han sido ensayados exitosamente como forma de reducir la prominencia de los queloides a lo largo del tiempo. Este tipo de tratamiento es seguro e indoloro, aunque algunos pacientes han experimentado un dolor sostenido por un extendido periodo.

- Esteroides inyectables: los esteroides inyectables son utilizados principalmente cuando la cicatriz comienza a espesarse y cuando el paciente posee un historial de formación de queloides. Series de inyecciones con acetonato de triamcinolona u otro corticosteroide pueden reducir el tamaño del queloide, aunque las inyecciones pueden ser un tanto incómodas.

- Compresión: las vendas de compresión, aplicadas durante varios meses sobre el queloide, provocan la reducción de las dimensiones de la lesión. Funcionan mejor cuando se utilizan para prevenir de nuevas lesiones.

- Criocirugía: la criocirugía es un excelente tratamiento para los queloides pequeños y que ocurren en pieles levemente pigmentadas. Frecuentemente es combinada con inyecciones mensuales de cortisona. El uso de la crioterapia es limitada ya que causa la despigmentación de la piel, la cual es congelada. También se corre el riesgo de reducción de la circulación sanguínea subyacente. Su efecto es una quemadura local por congelación.

- Radioterapia: puede ser usada, pero en bajas cantidades para no afectar órganos internos. La radiación ortovoltaica es más penetrante y levemente más eficaz. No se conocen pruebas de que pueda causar alguna forma de cáncer tras muchos años de uso, pero su principal inconveniente es que es una terapia cara. Tratamientos con radiación pueden reducir la formación de una cicatriz si es usada después de una cirugía, durante el tiempo en que la herida quirúrgica se está curando.

- Terapia con láser: es una alternativa a la cirugía convencional de remoción de queloides. El láser puede descascarar bien la piel superficialmente pero no reduce del todo la masa del queloide. El uso de láser de colorante no ha mostrado mejores resultados que el láser frío.

- Nuevos tratamientos: el uso de drogas para tratar enfermedades autoinmunes o cánceres se ha mostrado promisorio. Esto incluye interferón, 5-fluorouracilo y bleomicina. Son necesarios estudios y certificaciones complementarias antes de recomendar su uso de forma generalizada.

## Queloides intencionales
Los Olmecas utilizaban la escarificación como medio decorativo de sus cuerpos. En la era moderna, las mujeres de Nubia, en Sudán, también intencionalmente se escarificaban con queloides faciales como forma decorativa. Los grupos étnicos africanos Nuer y Nuba utilizan implantes labiales, tatuajes y queloides en la región frontal, mentón y sobre el labio. Como parte del ritual, los nativos de Papúa Nueva Guinea se realizan incisiones en la piel, en las que después insertan barro o ceniza de manera que éstas desarrollen tumefacciones permanentes. Este ritual, doloroso, hace a los miembros respetados por su comunidad tribal, siendo honrados por su coraje y resistencia.